# Gintingius robustus
Genre
Espèce
Gintingius robustus, unique représentant du genre Gintingius, est une espèce d'opilions laniatores de la famille des Epedanidae.

## Distribution
Cette espèce est endémique du Pahang en Malaisie. Elle se rencontre vers Ginting.

## Description
Le mâle syntype mesure 6,5 mm.

## Publication originale
- Roewer, 1938 : « Über Acrobuninae, Epedaninae und Sarasinicinae. Weitere Weberknechte IX. (9. Ergänzung der Weberknechte der Erde 1923). » Veröffentlichungen aus dem Deutschen Kolonial- und Übersee-Museum in Bremen, vol. 2, p. 81–169.